# 异萼亚麻
异萼亚麻（学名：Linum heterosepalum），为亚麻科亚麻属下的一个植物种。